# St. Maria bei den Slawen

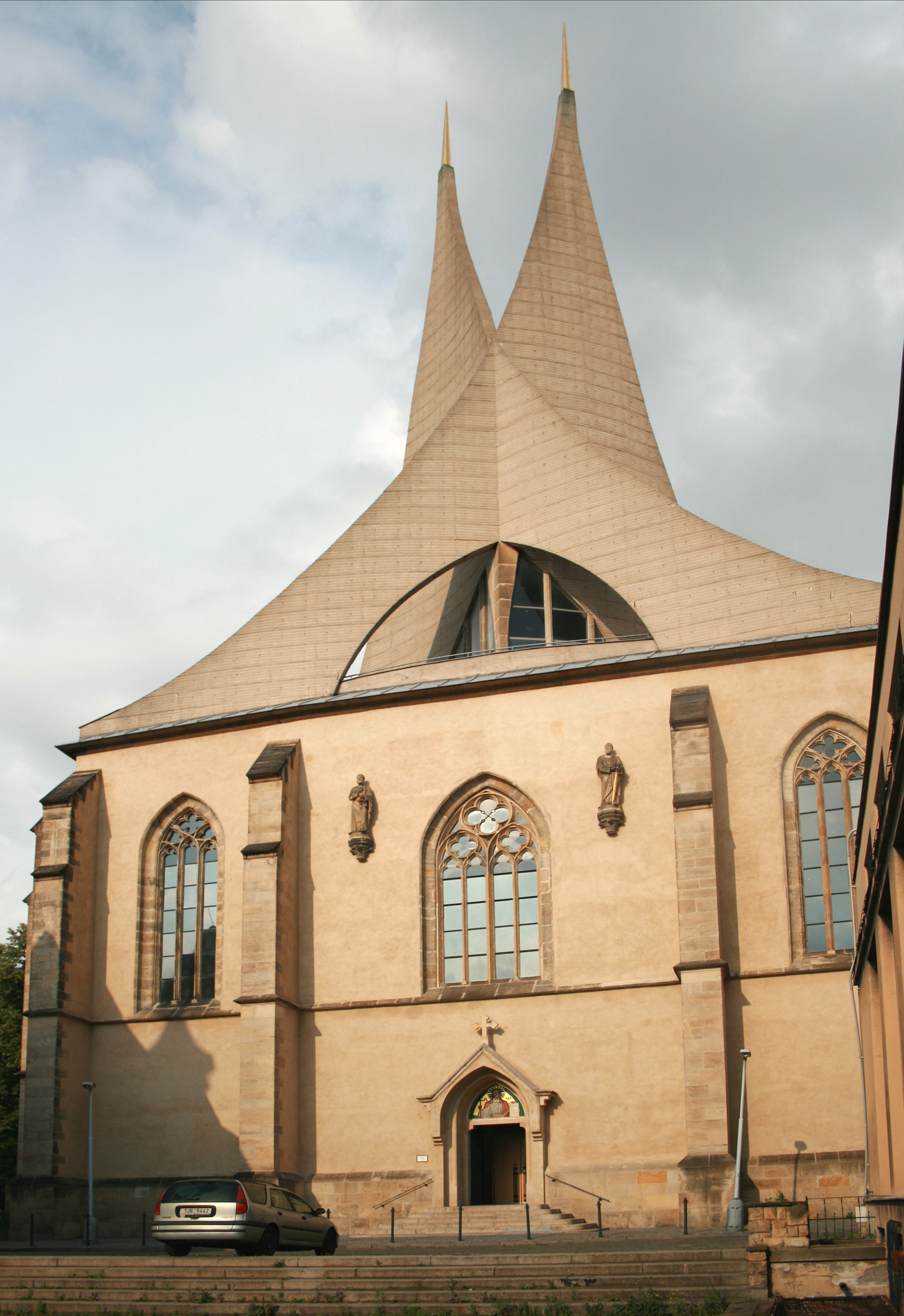
Fassade der gotischen Kirche mit modernem Turmaufbau

Die Kirche der Jungfrau Maria bei den Slaven (tschechisch Kostel Panny Marie na Slovanech) ist die Klosterkirche des Emmausklosters in der Prager Neustadt.

## Geschichte
Karl IV. gründete die dreischiffige Kirche am 21. November 1347 als Bestandteil des Klosters der slawischen Benediktiner – daher der Namenszusatz bei den Slaven. Im Jahre 1372 wurden die Bauarbeiten abgeschlossen.
Im 17. Jahrhundert erfuhr die Kirche unter den spanischen Benediktinern (in Prag ab 1636) eine Teilbarockisierung und eine Erweiterung um zwei Türme, das Kloster eine Umbenennung in Emmauskloster.
Die Beuroner Benediktiner führten 1880 eine Regotisierung durch. 
Im Zweiten Weltkrieg wurde die Marienkirche während des Luftangriffs auf Prag am 14. Februar 1945 stark beschädigt. Im Zuge der Renovierung nach dem Krieg wurden die beiden Türme jedoch nicht wiederaufgebaut und die Kirchenfront im Westen in moderner Architektur gestaltet (1966–69). Das Emmauskloster wird heute von verschiedenen Gruppen genutzt (z. B. der Ackermann-Gemeinde und der Deutschsprachigen Katholischen Gemeinde Prag).

## Bilder

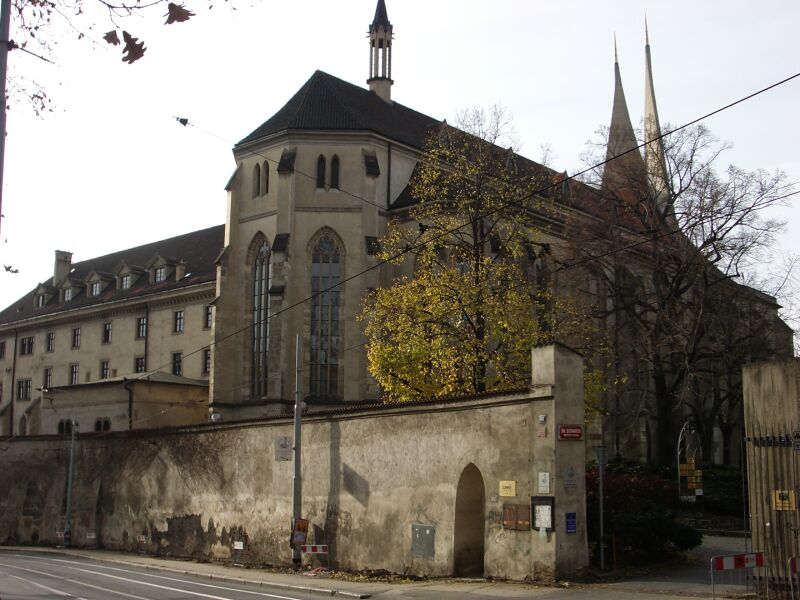
Marienkirche mit angeschlossenem Emmauskloster
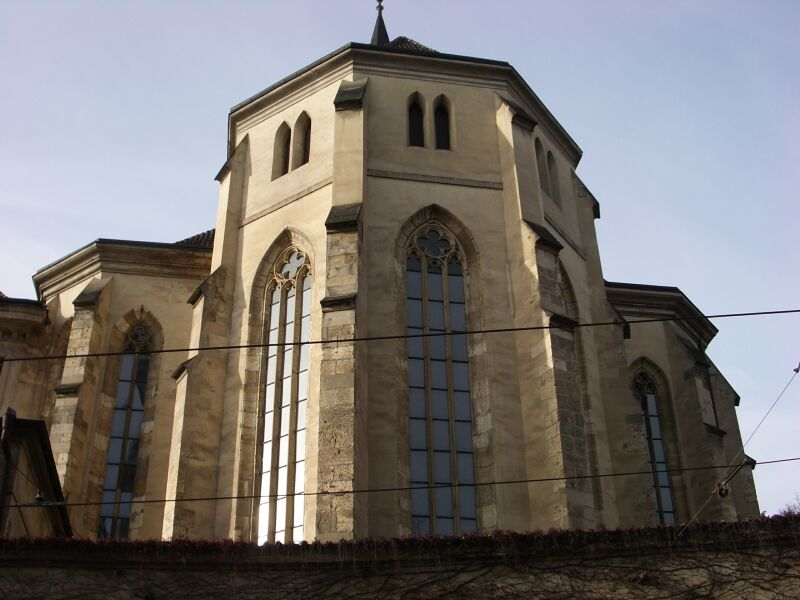
Detail der Ostfront (von der Straße aus gesehen)
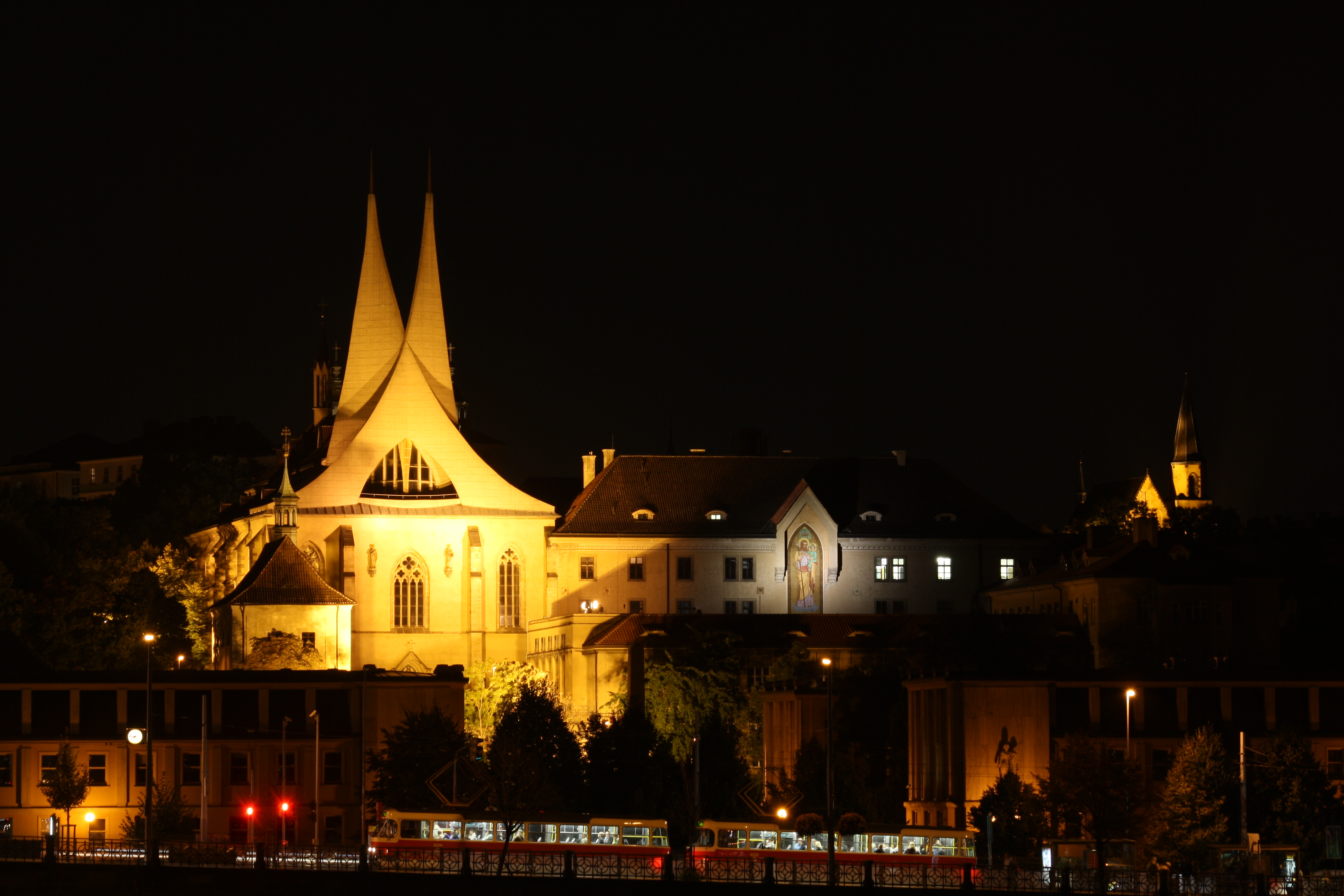
Blick von Smíchov bei Nacht